# Hallignicourt
Hallignicourt ist eine französische Gemeinde mit 241 Einwohnern (Stand: 1. Januar 2022) im Département Haute-Marne in der Region Grand Est (bis 2015 Champagne-Ardenne). Sie gehört zum Arrondissement Saint-Dizier und zum Gemeindeverband Communauté d’agglomération du Grand Saint-Dizier, Der et Vallées. Die Bewohner werden Hallignicourtois und Hallignicourtoises genannt.

## Geografie
Die Gemeinde Hallignicourt liegt sechs Kilometer westlich des Stadtzentrums von Saint-Dizier und etwa 75 Kilometer nordöstlich von Troyes am Ostrand der Trockenen Champagne. Das 11,79 km² umfassende Gemeindeareal weist kaum Höhenunterschiede auf und ist durch Acker- und Weideflächen im Südteil und einen Wald im Norden (Forêt Domaniale de la Garenne-de-Perthes) geprägt. Etwa acht Kilometer südwestlich von Hallignicourt befindet sich der größte Stausee Frankreichs, der Lac du Der-Chantecoq. Im Süden bildet die Marne einen Teil der Gemeindegrenze; der zur Marne parallel in West-Ost-Richtung verlaufende Canal entre Champagne et Bourgogne teilt Hallignicourt in zwei Hälften. Zur Gemeinde Hallignicourt zählt der Weiler La Bobotte. Umgeben wird Hallignicourt von den Nachbargemeinden Saint-Eulien (Département Marne) und Villiers-en-Lieu im Norden, Saint-Dizier im Osten, Laneuville-au-Pont im Süden, Ambrières (Département Marne) im Westen sowie Sapignicourt (Département Marne) und Perthes im Nordwesten.

## Bevölkerungsentwicklung
| Jahr      | 1962 | 1968 | 1975 | 1982 | 1990 | 1999 | 2010 | 2021 |
| Einwohner | 299  | 320  | 441  | 363  | 335  | 286  | 294  | 245  |

Im Jahr 1975 wurde mit 441 Bewohnern die bisher höchste Einwohnerzahl ermittelt. Die Zahlen basieren auf den Daten von cassini.ehess und INSEE.

## Sehenswürdigkeiten
- Kirche Saint-Martin
- Kapelle Saint-Martin
- zwei Flurkreuze
- Wasserturm
- Gefallenen-Denkmal
- in Hallignicourt gefundene Artefakte aus vorgallorömischer Zeit, ausgestellt im Stadtmuseum von Saint-Dizier

Artefakte aus Hallignicourt
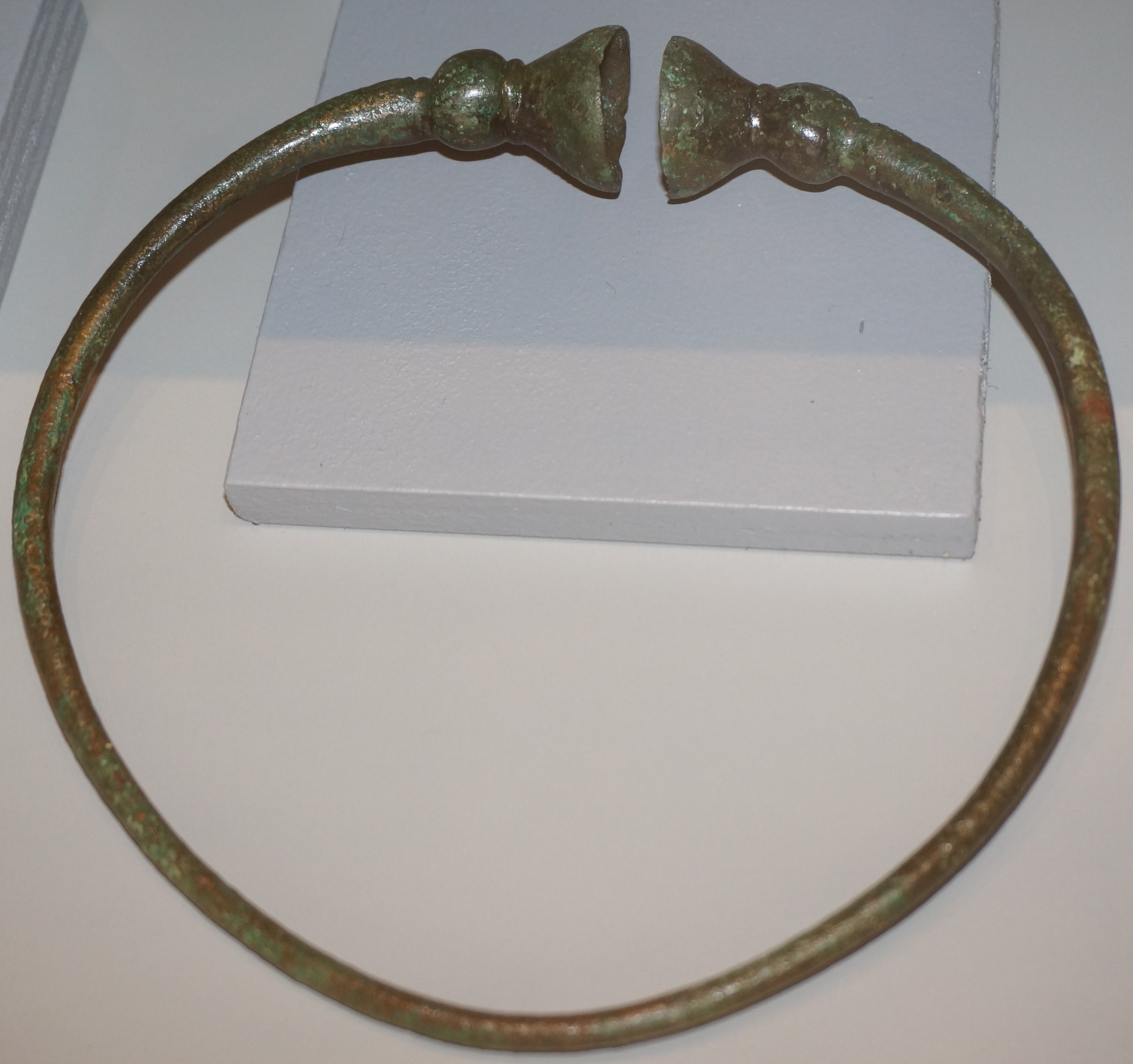
Torque
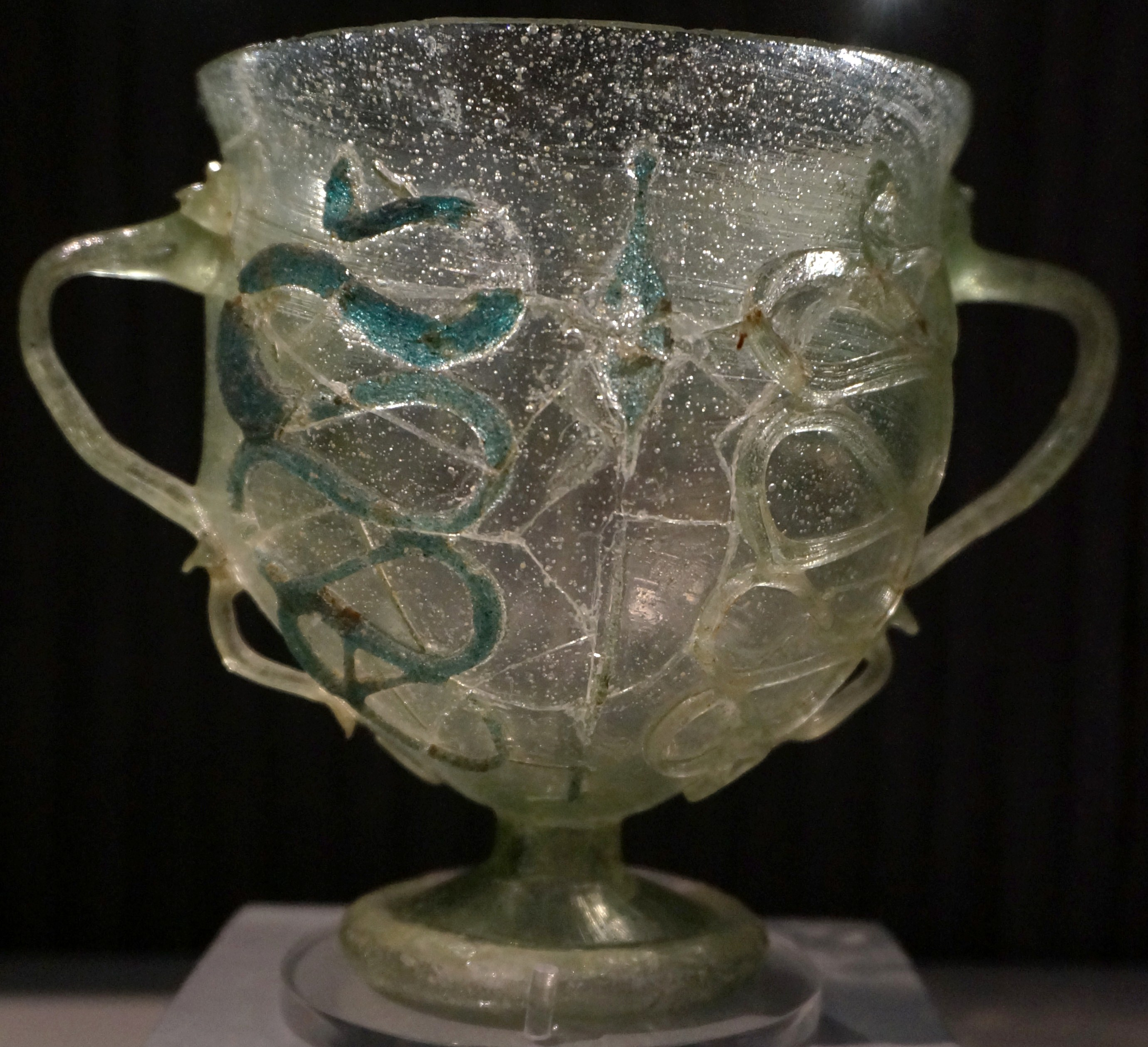
Kantharos

## Wirtschaft und Infrastruktur
Zwischen Hallignicourt und Saint-Dizier befindet sich mit der Base aérienne 113 Saint-Dizier-Robinson ein wichtiger Stützpunkt der französischen Luftstreitkräfte.
In Hallignicourt sind sechs Landwirtschaftsbetriebe ansässig (Getreideanbau, Viehzucht).
Durch Hallignicourt führt die teilweise autobahnartig ausgebaute Route nationale 4 von Paris nach Straßburg. Am Bahnhof der nahegelegenen Stadt Saint-Dizier treffen sich die Bahnstrecken Blesme-Haussignémont–Chaumont und Revigny–Saint-Dizier.

## Belege
1. ↑  Hallignicourt auf cassini.ehess
2. ↑  Hallignicourt auf INSEE
3. ↑  Landwirtschaftsbetriebe auf annuaire-mairie.fr (französisch)